# باسو بایکس
باسو بایکس (انگلیسی: Basso Bikes) شرکت دوچرخه‌سازی ایتالیایی است، که در سال ۱۹۷۷ تأسیس شد.